# FC 류큐
FC 류큐(일본어: FC琉球)는 오키나와현을 본거지로 삼은 일본의 축구클럽으로 J3리그에서 활동한다. 대한민국 K3리그 소속 서울 유나이티드와 자매결연 관계다.

## 개요
2003년에 출범했다. 오키나와 현에서 기능은 본토로 분산되어 있다. 운영은 류큐 스포츠 왕국(일본어: スポーツキングダム)에서, 본사는 나하시에 있다. 경기장은 지역 리그에서 활동하고 있었을 무렵에는 오키나와 현에 위치한 각 경기장에서 축구시합을 치렀지만, 일본 축구 리그의 규격에 따라 현재는 오키나와시에 있는 오키나와 현 종합 운동 공원 육상 경기장에서 경기가 치러진다. 다만 전광 게시판은 이 경기장에는 없다(이것 이외에도 관객석 수나 설치 상황 등이 아직 J리그의 규격에 맞지 않았다).
오키나와 현 각 지역에 축구 클럽을 만드는 것을 목표로 삼은 것과 동시에, 오키나와 현 지역의 스포츠 문화 고양에 힘쓸려고 하는 J리그 100년 구상의 기본 이념에 근거한 활동을 하고 있다. 2004년 6월에는, 게츠메이시(ケツメイシ) 멤버로 구성된 팀과의 친선 경기를 시작했다. 2007년 12월부터 필리프 트루시에가 총감독을 맡기도 하였다. 2015년 1월, K3리그 서울 유나이티드와 자매결연을 맺고, 정기전을 가지기로 합의했다.
2014시즌부터 새롭게 창설하는 J3리그에 참여하기로 했다. 2018년 J3리그에서 우승을 기록하면서 J2리그로 승격했다.

## 기록
- J3리그 우승: 2018

## 선수 명단

### 현역
참고: FIFA 자격 규정에 따라 소속된 국가대표팀 국기를 표시합니다. 선수는 복수의 FIFA 비회원국 국적을 가지고 있을 수 있습니다.
| 번호 | 포지션 | 국적 | 이름   |
| ---- | ------ | ---- | ------ |
| 21   | GK     |      | 전지완 |
| 29   | DF     |      | 조은수 |
| 31   | GK     |      | 박성수 |

| 번호 | 포지션 | 국적 | 이름 |
| ---- | ------ | ---- | ---- |

## 역대 감독
| 감독              | 임기        |
| ----------------- | ----------- |
| 필리프 트루시에   | 2008 - 2010 |
| 김종성            | 2016 - 2018 |
| 김종성            | 2023 - 2024 |
| 히라카와 다다아키 | 2025 -      |

## 같이 보기
- 필리프 트루시에